# Кайсекі
Кайсекі (яп. 懐石) чи кайсекі-ріорі (яп. 懐石料理) — традиційна японська страва з декількох страв. Цей термін також відноситься до набору навиків та технік, що дозволяють готувати такі страви, і є аналогом західної високої кухні.
Існує два типи традиційних японських стилів їжі, які називаються «кайсекі» або «кайсекі-ріорі». Перший, де кайсекі пишеться як 会席 і кайсекі-ріорі як 会席料理, стосується встановленого меню вибраних страв, поданих на окремому підносі (кожному учаснику зустрічі). Другий, записаний як 懐石 і як 懐石料理, відноситься до простої трапези, яку подають гостям чайної церемонії перед урочистим чаєм, і є також відомий як ча-кайсекі (яп. 茶懐石). Розвиток нової кухні ймовірно був натхненний принципами кайсекі.

## Походження
Символи кандзі, що використовувались для запису "кайсекі" (яп. 懐石) буквально означають «камінь за пазухою». Вважається, що ці кандзі були запроваджені Сен-но Рікю (1522—1591), як назва для ощадливої страви, поданої в суворому стилі японської чайної церемонії. Ідея виникла з практики, яку використовували дзенські ченці для відволікання від голоду, — розміщення теплих каменів в передніх складках одягу, біля шлунку.
До того, як ці кандзі почали використовуватись, кандзі для написання цього слова були просто вказували на те, що їжа була для зустрічі (яп. 会席料理). Обидва набори кандзі залишаються вживаними сьогодні для написання слова; японський словник Кодзіен описує «кайсекі» (буквально, «їжа для зустрічі») як трапезу, де основним напоєм є саке, та «кайсекі» (буквально, «камінь за пазухою») як просту їжу, подану перед чайною церемонією. Для розрізнення двох у мовленні та, якщо потрібно, на письмі, останню можна називатися «чайною» кайсекі, або ча-кайсекі (яп. 茶懐石).
Сучасне кайсекі спирається на низку традицій японської високої кухні, зокрема такі чотири традиції: кухню імперського двору (яп. 有職料理,, yūsoku ryōri) з 9 століття (період Хейан); будистську храмову кухню (яп. 精進料理,, shōjin ryōri) з 12 століття (період Камакура); самурайську кухню домогосподарств воїнів (яп. 本膳料理,, honzen ryōri) з 14 століття (період Муроматі); і кухню чайної церемонії (яп. 茶懐石,, cha kaiseki) з 15 століття (період Хіґасіями періоду Муроматі). Усі ці окремі кухні з часом формалізувались, розвивались, і зберігаються в певній формі до наших днів, хоча стали і частиною кайсекі також. Придворна та самурайська кухні вважаються більш вишуканими, тоді як храмова та чайна — більш стриманими.

## Стиль

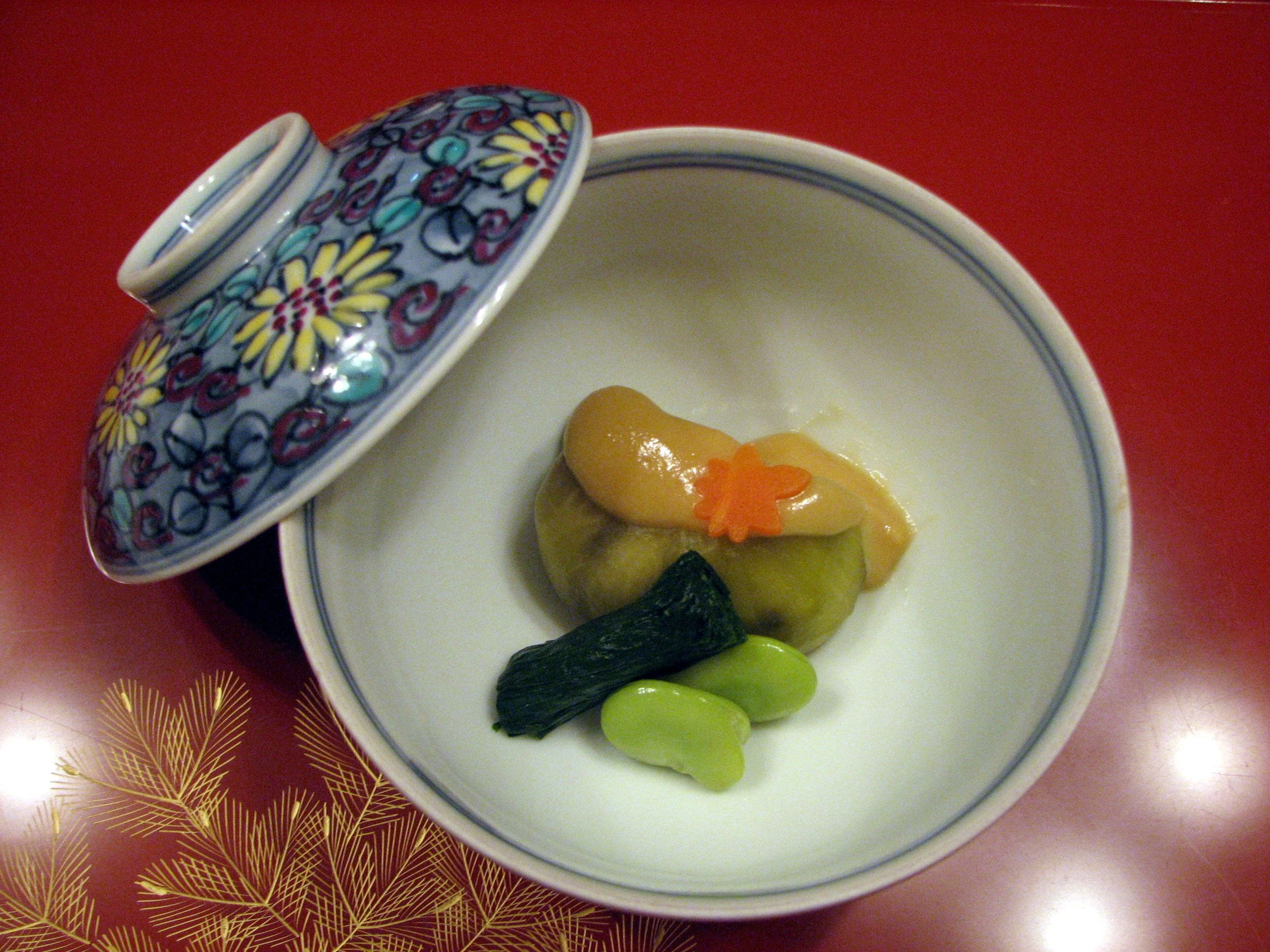
Індивідуальні страви часто бувають невеликими однак ретельно збалансованими.

У наш час кайсекі — це вид мистецтва, який врівноважує смак, текстуру, зовнішній вигляд та колір їжі. З цією метою використовуються лише свіжі сезонні інгредієнти, які готуються таким чином, щоб покращити їх смак. Також часто використовуються місцеві продукти. Готові страви подаються на тарілках, які обрані для посилення естетики зовнішнього вигляду, так і для підкреслення сезонної тематики страви. Посуд красиво розставлений і прикрашений, часто справжніми листям і квітами, а також їстівними гарнірами.

### Склад
Спочатку кайсекі містило миску супу місо та три гарніри; зараз це є стандартною формою страви в японському стилі, що називається сетто (セ ッ ト, «набір»). З тих пір кайсекі еволюціонувало, і став включати закуску, сашімі, страви приготовані на повільному вогні, страви смажені на грилі, і страви приготовані на пару на додаток до інших страв обраних на розсуд кухаря.
- Сакізуке (яп. 先附): закуска-стартер.
- Хассун (яп. 八寸): друга страва, що залає тему сезону. Зазвичай один тип суші, або кілька менших страв.
- Мукозуке (яп. 向付): нарізка сезонних сашімі.
- Такіавасе (яп. 煮合): овочі подані з м'ясом, рибою чи тофу; інгредієнти готуються на повільному вогні окремо.
- Футамоно (яп. 蓋物): «страва з кришкою»; зазвичай суп.
- Якімоно (яп. 焼物): страва приготована на грилі, зазвичай риба.
- Су-закана (яп. 酢肴): маленька страва, що використовується для очищення смакових рецепторів піднебіння, наприклад, овочі в оцті.
- Хіяші-бачі (яп. 冷し鉢): подається лише літом; охолоджені злегка відварені овочі.
- Нака-чоко (яп. 中猪口): ще одна страва, що використовується для очищення смакових рецепторів піднебіння; це може бути легкий, кислий суп.
- Шіізакана (яп. 強肴): ситна страва (можливі варіації).
- Ґохан (яп. 御飯): рис з сезонними інгредієнтами.
- Ко но моно (яп. 香の物): сезонні солені овочі.
- Томе-ван (яп. 止椀): місо або овочевий суп поданий з рисом.
- Мізумоно (яп. 水物): сезонний десерт; це можуть бути фрукти, солодощі, морозиво, чи тістечко.

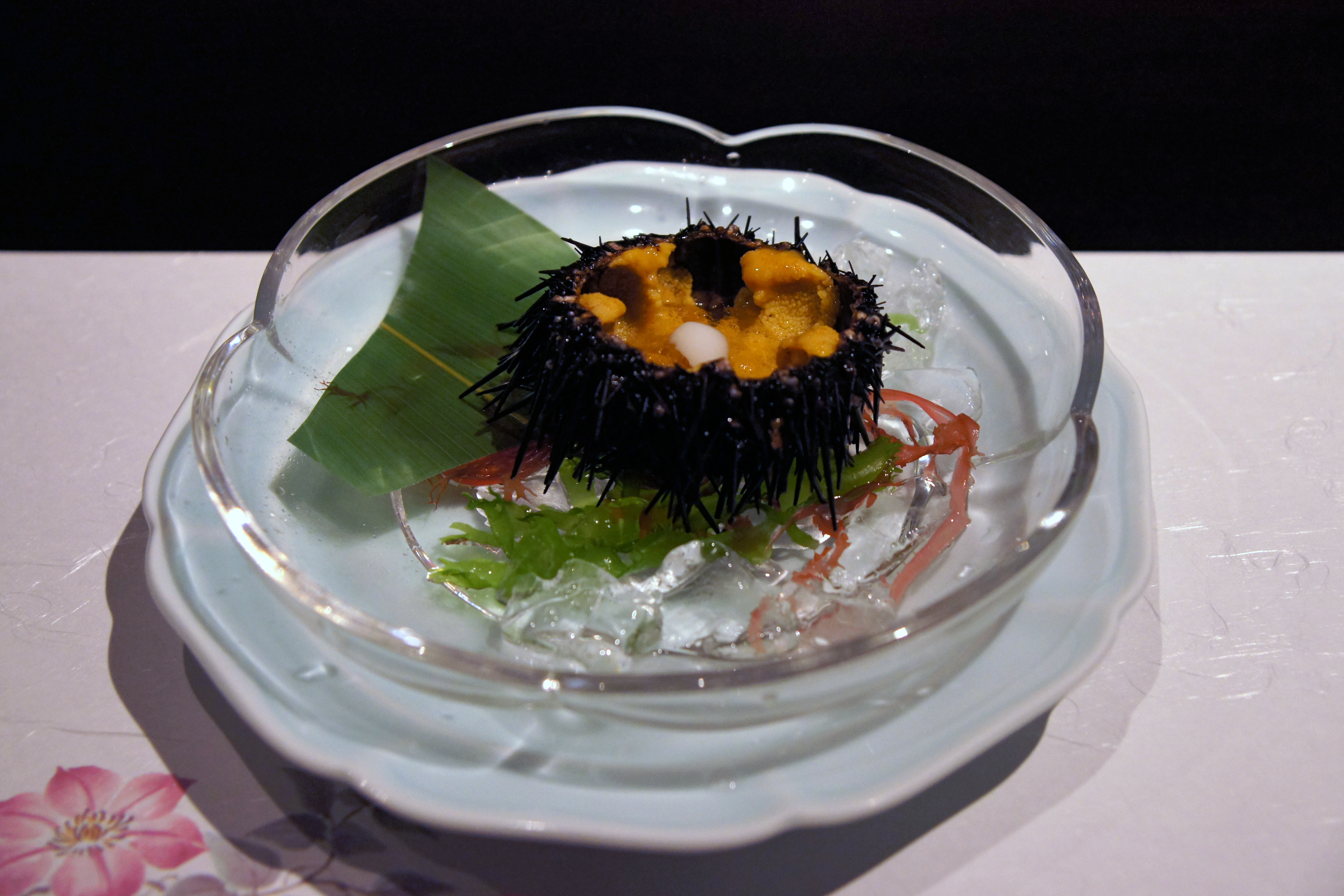
Сакізуке
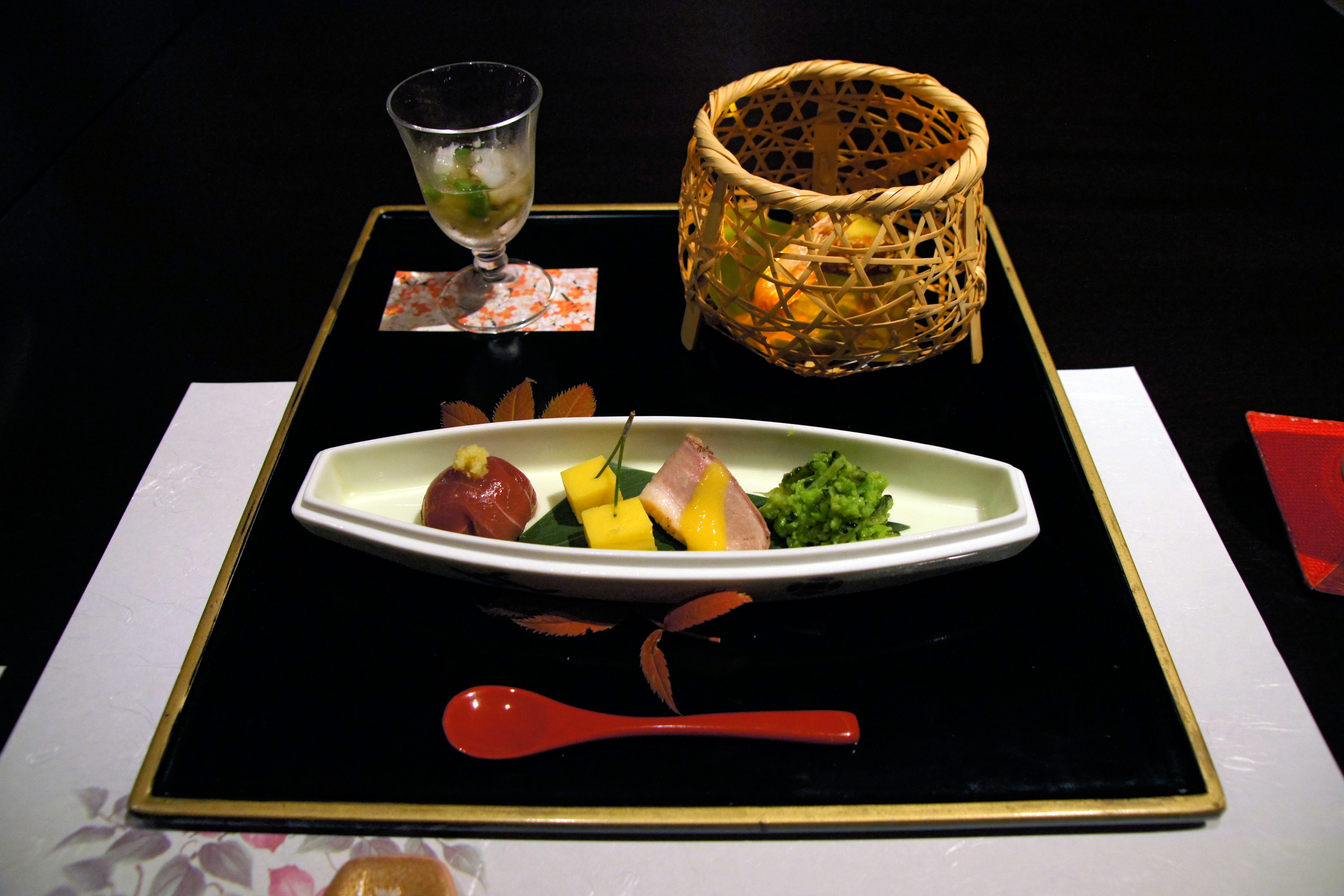
Хассун
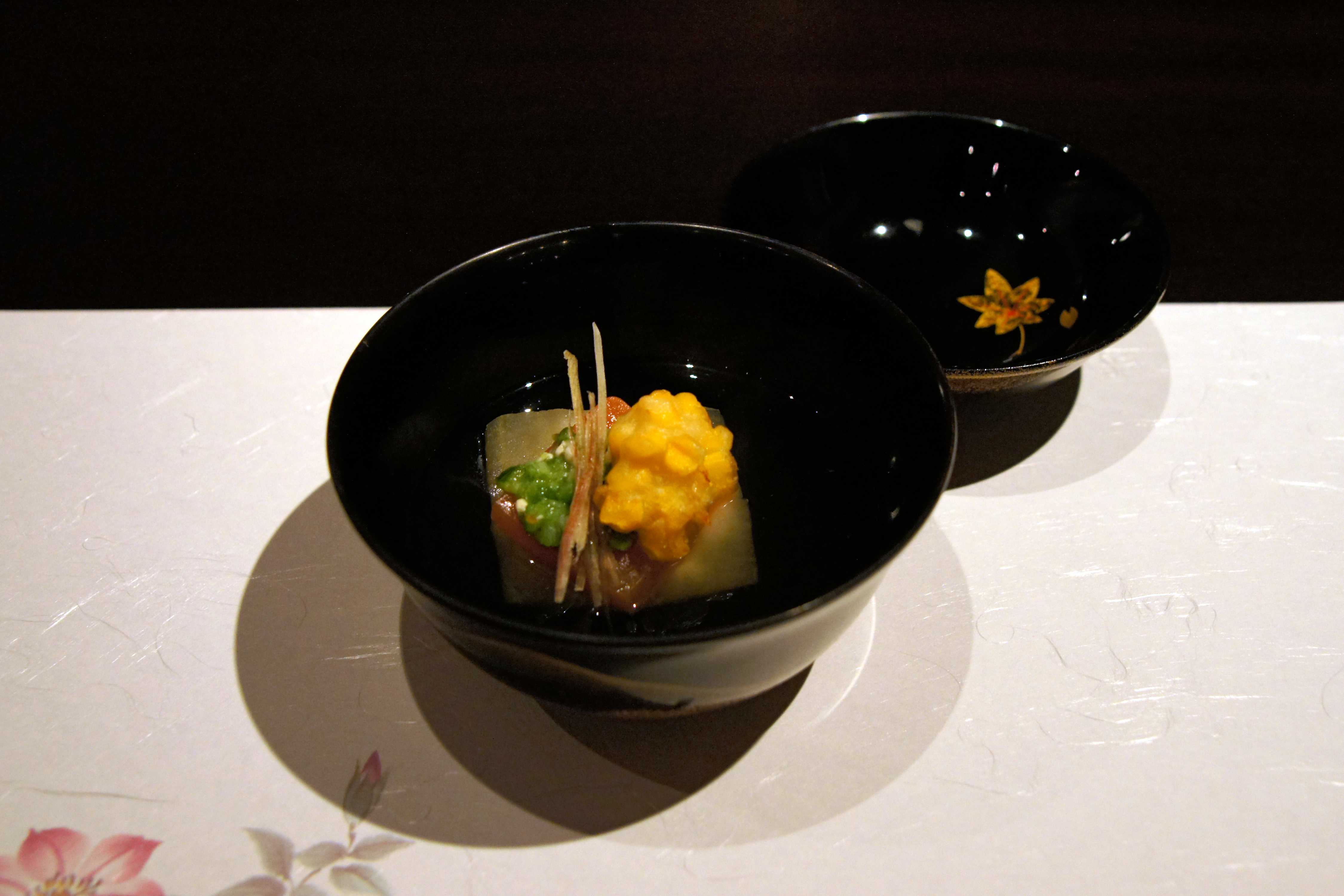
Ован
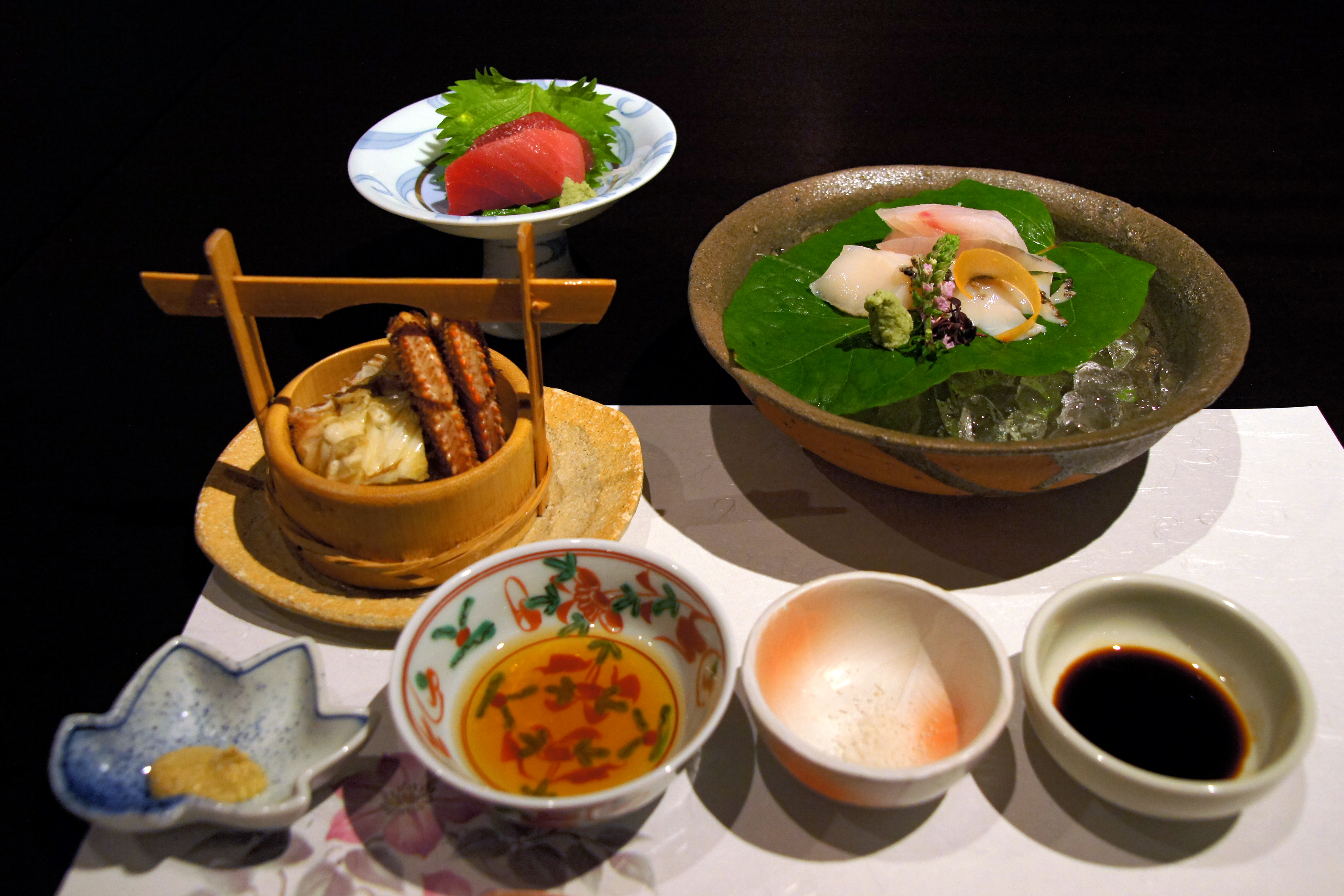
Оцукурі
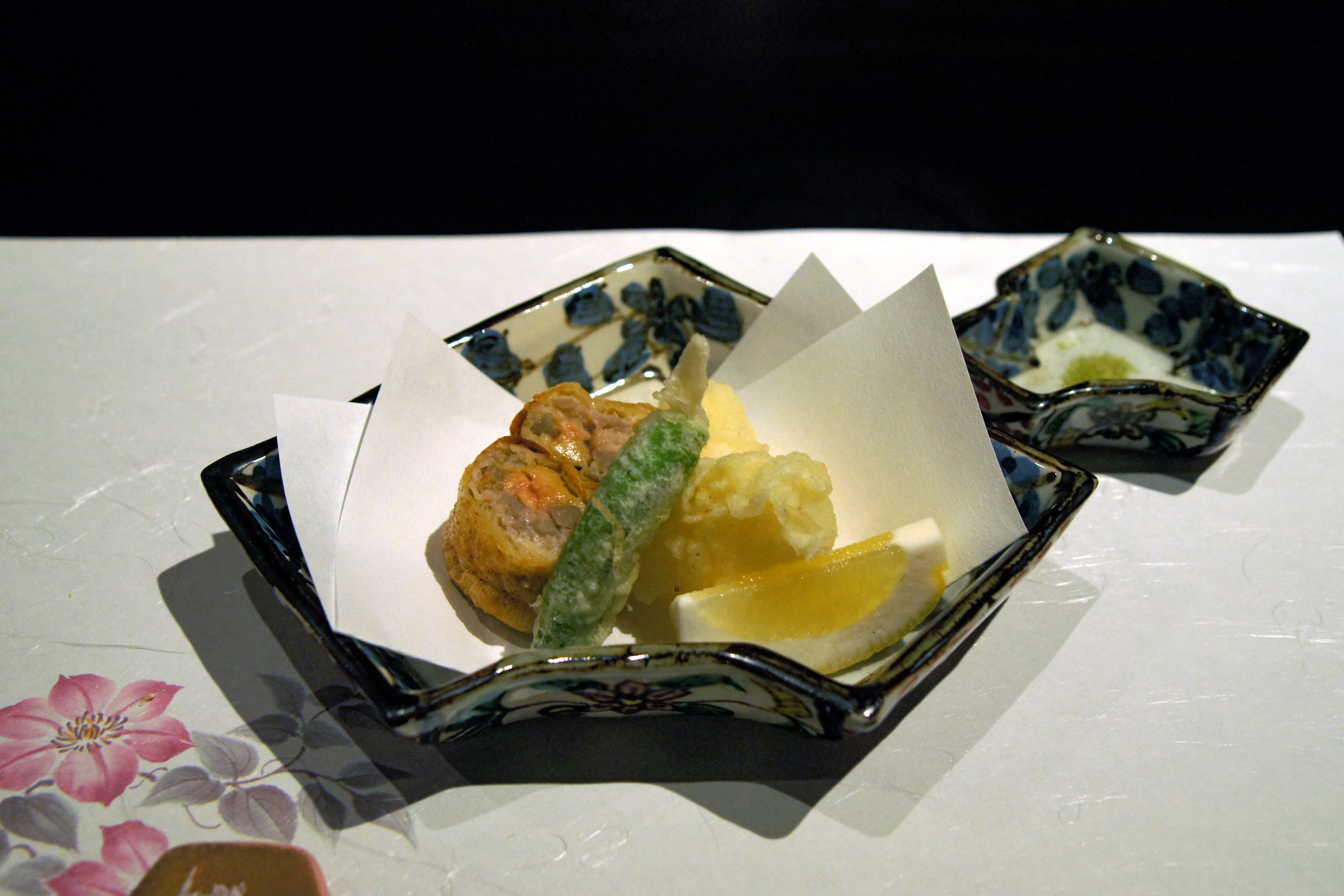
Аґемоно
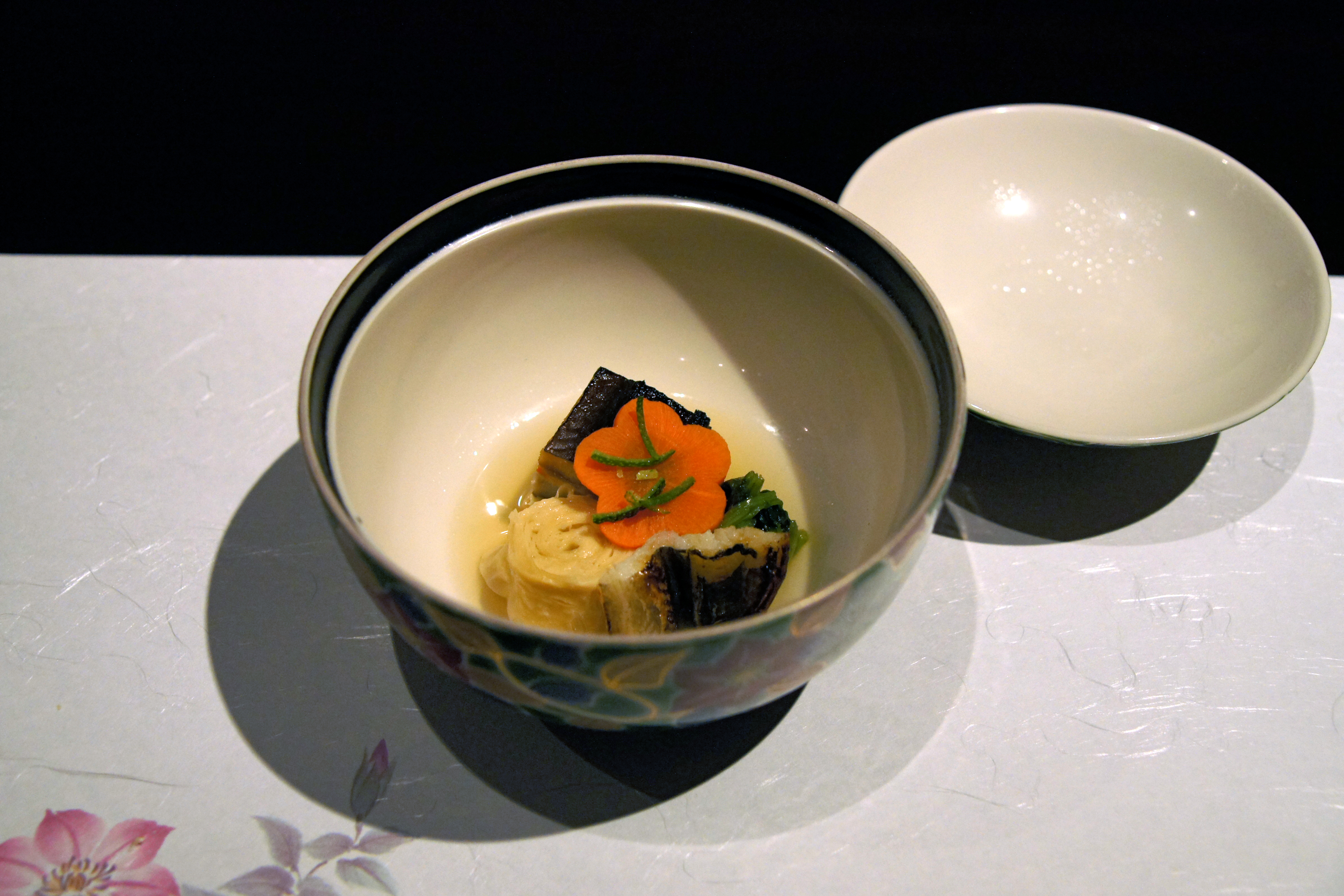
Футамоно
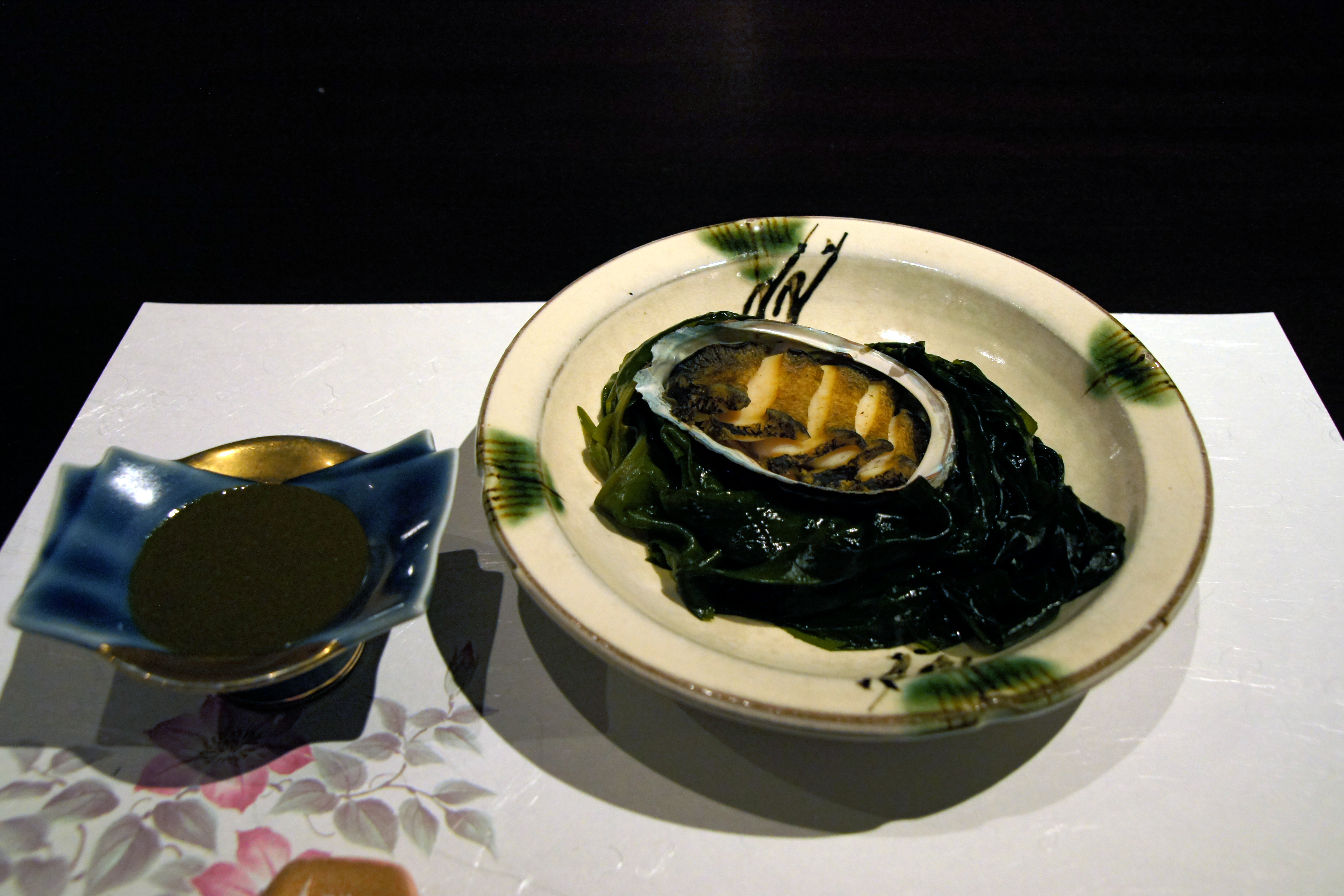
Дай но моно
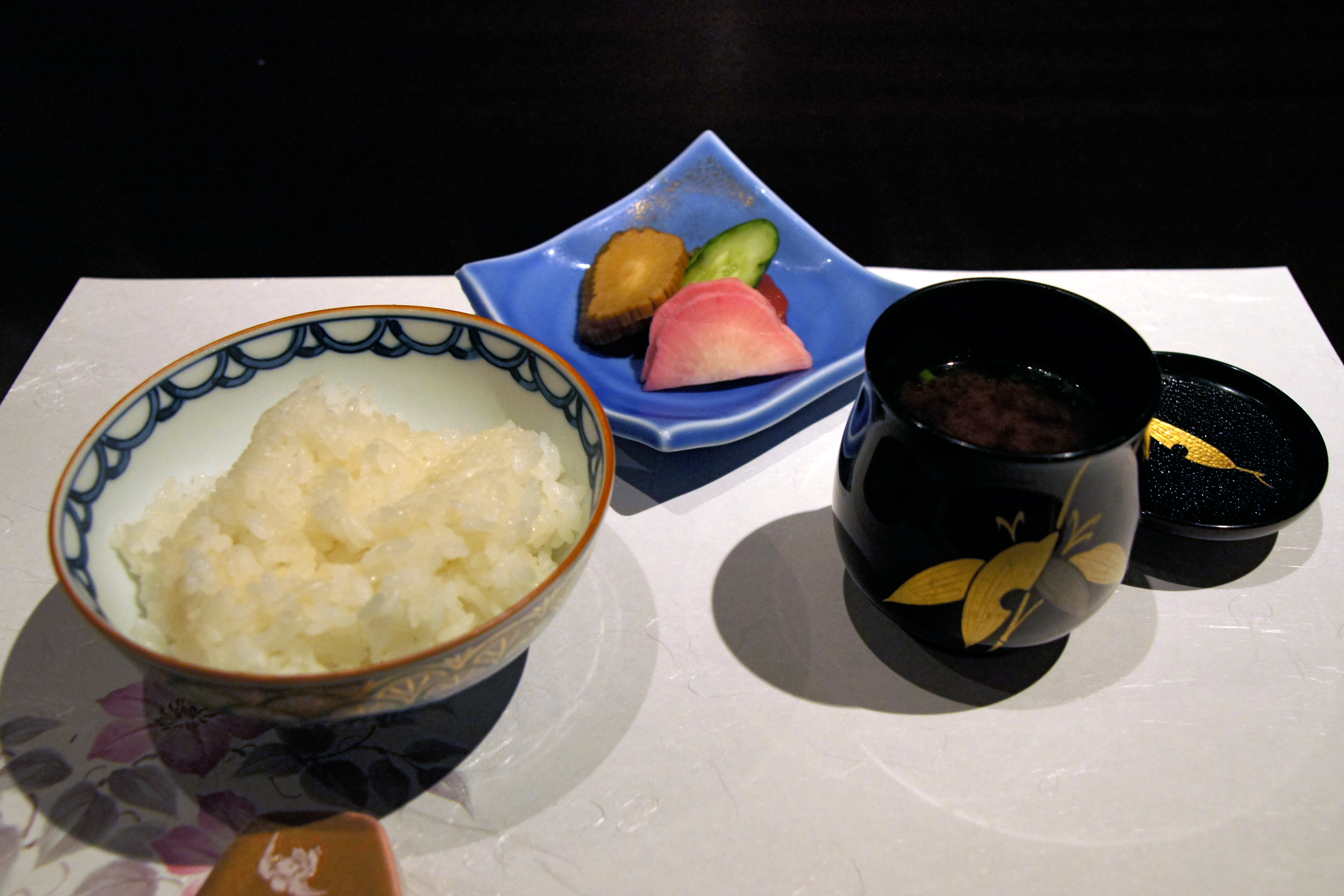
Ґохан, ко но моно, томе-ван
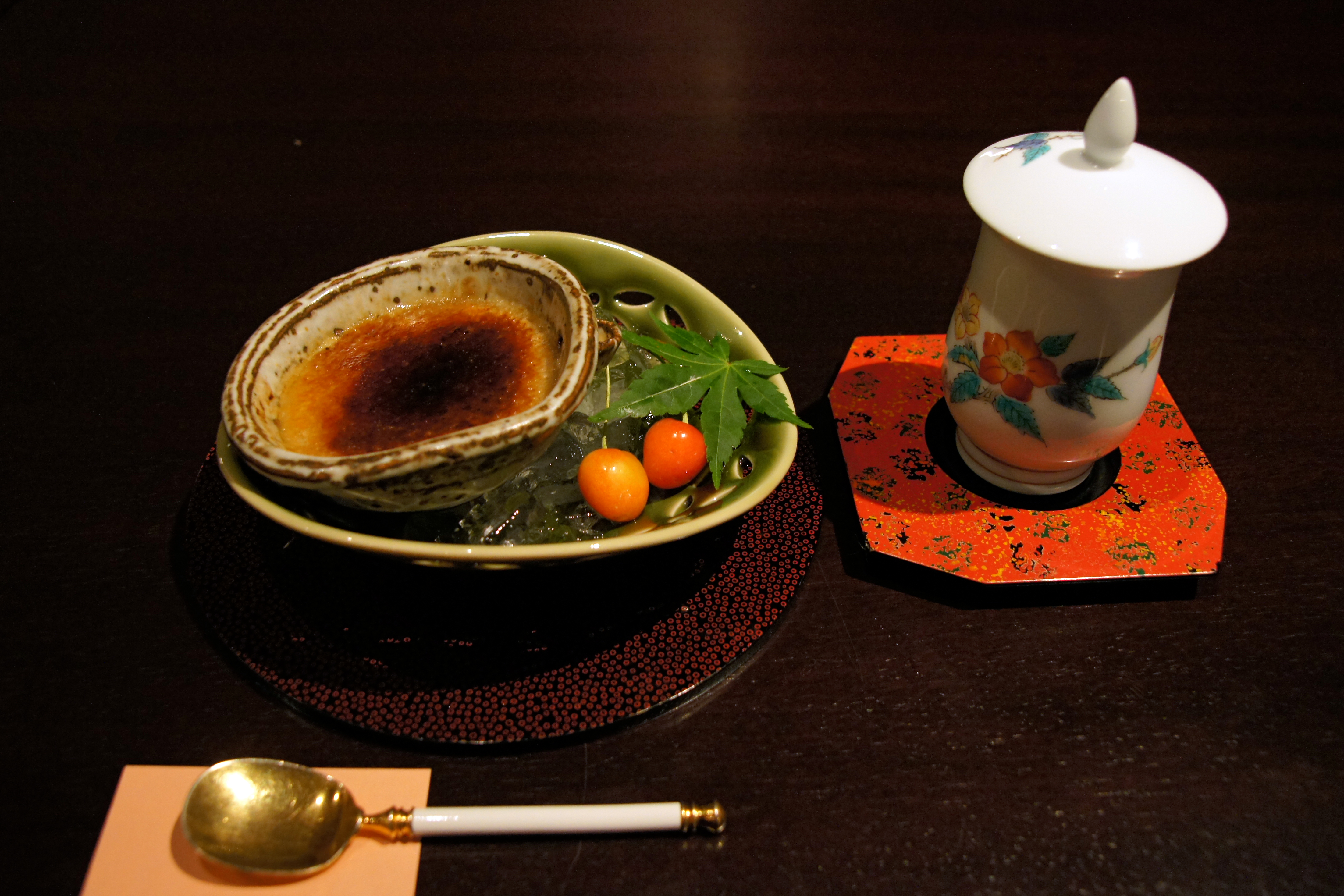
Мізумоно

## Ча-кайсекі
Це страва, яку подають перед чайною церемонією. Основними складовими ча-кайсекі є сансай ічію або «один суп, три гарніри» та рис, а також суймоно, хассун, юто і ко но моно. Три гарніри включають:
- Мукозуке (яп. 向付): їжа в блюді, розташованому на протилежному боці підносу для кожного гостя, саме тому воно називається мукодзуке (буквально, «поставлений на дальній стороні»). Часто це може бути сашімі, хоча і не обов'язково. На ближній стороні підносу для їжі розташовуються рис і суп у лакованих чашах.
- Німоно (яп. 煮物): їжа, що готується на повільному вогні, подається в окремих чашах.
- Якімоно (яп. 焼物): страви, приготовані на грилі (зазвичай це риба), подаються на сервірувальному посуді, щоб гості могли взяти їх самі.

Інші страви:
- Суймоно (яп. 吸物): прозорий суп, подається в невеликій лакованій чаші з кришкою; використовується для очищення смакових рецепторів піднебіння перед обміном саке між господарем і гостями. Також називається козуімоно (невеликий прозорий суп) або хашіарай (ополіскувач для паличок). Часом замість нього подають місо-суп.
- Хассун (яп. 八寸): піднос із маленькими шматочками їжі гірського та морського походження, які гості подають собі самі, і що супроводжуються раундом саке між господарем та гостями.
- Юто (яп. 湯桶): глечик з гарячою водою, що містить злегка підрум'янений рис, який гості подають собі.
- Ко но моно (яп. 香の物): соління, які супроводжують юто.

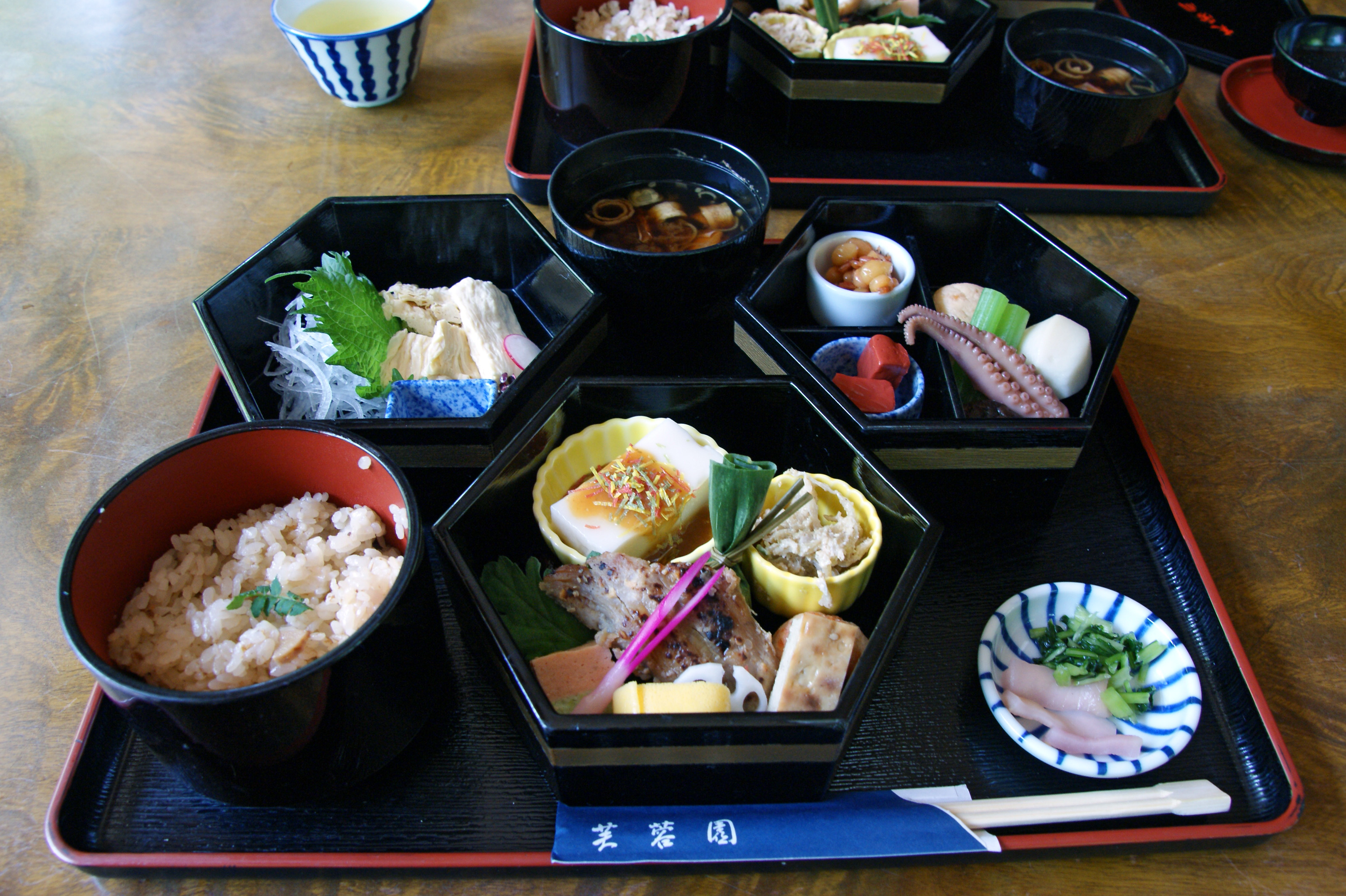
Повсякденне кайсекі з Оцу

## Повсякденне кайсекі
У стравах повсякденного кайсекі інгредієнти театрально розміщуються, естетично поєднують грубо-фактурну кераміку з мисками та тарілками з вишуканими візерунками.
Бенто — це повсякденний, поширений тип популярних кайсекі.

## Заклади з кайсекі
Кайсекі часто подають у рьоканах (японських готелях), а також у невеликих ресторанах, відомих як рьотей(яп. 料亭). Кіото добре відоме своїми кайсекі, оскільки це місто було домом імператорського двору та знаті упродовж більш ніж тисячі років. У Кіото кайсекі іноді відоме як «кулінарія Кіото» кіо-ріорі (яп. 京料理), що підкреслює коріння цієї традиції, і враховує вплив традиційної домашньої кухні Кіото.

## Ціна
Кайсекі часто дуже дорогі — обід кайсекі у найкращих традиційних ресторанах зазвичай коштують від 5 000 до 40 000 єн на людину без напоїв. Доступні дешевші варіанти, що коштують приблизно від 4 000 до 8 000 єн, а за деяких обставин і бенто з ціною від 2 000 до 4 000 єн. У рьокані їжа може бути включена у вартість номера. Традиційні варіанти меню у деяких ресторанах можуть мати три рівні цін, Sho Chiku Bai (тріо із сосни, бамбука та сливи), причому «сосна» є найдорожчим рівнем, «слива» — найдешевшим.

## Подальше читання
- Murata, Yoshihiro. Kaiseki: The Exquisite Cuisine of Kyoto's Kikunoi Restaurant. New York: Kodansha International, 2006. IBN 4770030223.
- Tsuji, Kaichi. Kaiseki: Zen Tastes in Japanese Cooking. Kodansha International, 1972; second printing, 1981.
- Tsutsui, Hiroichi. «From kaiseki 会席 to kaiseki 懐石: The Development of Formal Tea Cuisine». Chanoyu Quarterly no. 50 (Urasenke Foundation, 1987).